# Capa de Levitación
La Capa de Levitación es un artículo ficticio que aparece en los cómics estadounidenses publicados por Marvel Comics. La Capa de Levitación está representada como una potente capa mística usada por el superhéroe Doctor Strange. El artículo ha sido referido como una "reliquia" en la película de acción real, Doctor Strange (2016).
El objetivo principal de la capa es darle a su usuario la capacidad de levitar y volar. La primera aparición del primer manto (azul) fue en Strange Tales # 114 (noviembre de 1963). La primera aparición del segundo manto (rojo) fue en Strange Tales # 127 (diciembre de 1964).

## Apariencia física
Había dos mantos distintivamente diferentes que usó el Doctor Strange legado por su mentor, El Anciano: una capa azul, larga y ondulante, que tenía habilidades menores y hechizos entretejidos en ella, y el último manto rojo que Strange suele ser visto vistiendo.
El diseño original de la capa roja de levitación ha sido ligeramente modificado por diferentes artistas desde su creación; esto incluye los "cuernos" alrededor del cuello. Sin embargo, en su mayor parte, la forma básica y el esquema de color se han mantenido igual. La capa es de cuerpo entero, con suficiente superficie para cubrir por completo a Strange. Aunque el esquema de color de la capa ha variado un poco a lo largo de los años, el color básico suele ser un rojo más oscuro, a menudo con diseños amarillos (dorados) alrededor del borde y el cuello. La mayoría de las versiones de la capa también presentan un cuello levantado. La capa tiene la capacidad de cambiar la forma y la sombra en línea con la voluntad del usuario.

## Historia
Aunque casi no se sabe nada sobre la Capa de Levitación antes de que se le dé al Doctor Strange, se sospecha que la Capa tiene muchos siglos de antigüedad, ya que estaba en posesión del Anciano.
La primera aparición de la capa roja está en Strange Tales # 127, donde, después de que el Doctor Strange prevalezca en una batalla con Dormammu, El Anciano, considerándolo digno de llevarlo, se lo presenta como un premio por derrotar a Dormammu.
La Capa de Levitación se ve en muchas batallas donde a menudo juega un papel muy importante. Si bien es extremadamente duradero, hay algunas ocasiones cuando está dañado. Debido a sus orígenes y propiedades místicas, simplemente reparar la capa con una aguja e hilo normales es insuficiente. En cambio, una persona con gran conocimiento de una técnica de tejido místico debe reparar la prenda, aunque como una prueba de valía para el Tribunal Viviente, Strange usa una gran cantidad de energía mística para reconstruir la capa.
Es debido a estos requisitos de reparación que Strange gana un amigo y valioso aliado. Después de que la capa se dañe en la batalla, se envía a Enitharmon el Tejedor para ser reparada. Después de que termina de reparar la capa, la devuelve a manos de Rintrah, su asistente. Después de recuperar su valiosa capa, el Doctor Strange le ofrece a Rintrah una posición como su discípulo, que él acepta. El propio Rintrah luego gana la primera capa azul de levitación de Strange, un objeto separado del rojo.
En un momento, la capa se vuelve más grande que el sistema solar cuando el Doctor Strange se enfrenta a Adam Warlock, que se había vuelto loco con un poder casi infinito y estaba obsesionado con los tamaños.
El mal uso de la magia (que incluía un vínculo con el demoníaco Zom) hace que el destino del Doctor Strange como Hechicero Supremo quede en el aire. Después de varios días huyendo de las fuerzas del mal, Strange supervisa la transferencia del título al Heroico Hermano Vudú. El nuevo Hechicero gana la capa, ahora ligeramente modificada, como parte de su nuevo estado.

### Otras capas
Mientras que, en la mayoría de las series, el Doctor Strange usa la misma capa, hay algunas ocasiones en que guarda su capa tradicional y usa una capa recién creada, aunque siempre vuelve a la Capa de Levitación.
En la primera instancia, después de pasar mucho tiempo bajo tierra, el Doctor resurge usando una nueva Capa de Levitación. Esta capa se parece más a un kimono o una túnica.
Después de ser reclutado en la Guerra de las Siete Esferas, donde batalla durante cinco mil años, regresa a su dimensión hogareña, con su capa de Kimono en pedazos. Él repara lo que queda de esta Capa en una tercera capa de Levitación (a veces llamada "Sobretodo de levitación"), esta se parece a una gabardina.
En algún momento después de esto, sin embargo, abandona su nueva capa a favor de su original y tradicional, Capa de Levitación.

## Otras versiones de la Capa de Levitación

### Age of Ultron
En una línea de tiempo alternativa sin Hank Pym y sin visión, el Doctor Strange ayuda a proteger a Nueva York con una capa muy dañada. A pesar de estar roto, la capa todavía le permite levitar.

### Contra-Tierra
La Contra-Tierra, un planeta que orbita el lado opuesto de la Tierra regular, tiene una versión de Doctor Strange llamada Necromancer. Este hechicero también tiene un manto.

### Futuro Imperfecto
La capa se ve en la novela gráfica de Hulk Futuro Imperfecto. Teniendo lugar dentro de cien años a partir de "ahora", después de una guerra nuclear, la Capa hecha jirones se muestra como uno de los muchos objetos en el hogar de la sala conmemorativa del asociado de Hulk, Rick Jones.

### Guardianes de la Galaxia
La Capa sobrevive al futuro lejano, en la línea de tiempo de la Tierra 691. Aquí, el Doctor Strange pasa su capa y su capa al hechicero alienígena Krugarr. El alienígena lo usa consistentemente a través de sus múltiples apariciones.

### Guantelete del Infinito
En una realidad alternativa que involucra al Guantelete del Infinito, Thanos usa la capa para colgar al Dr. Strange, causando su muerte. Esto se relaciona con la serie principal, donde Thanos usa el guantelete para controlar toda la realidad. Aquí, Strange no es asesinado con su capa.

### ¿Qué pasa si...
En la realidad donde Wolverine se convierte en señor de los vampiros, un Doctor Strange severamente debilitado presta su capa y el Ojo de Agamotto al Punisher. Aunque el Vigilante lo usa en un intento de matar a todos los vampiros, Wolverine le quita la capa y el ojo y lo mata.

### Wolverine: Old Man Logan
La capa se ve en otra vitrina de trofeos, esta vez perteneciente a Red Skull, uno de los gobernantes villanos de una América postapocalipsis.

## Habilidades
La Capa de Levitación, como su nombre lo indica, tiene el objetivo principal de otorgarle a su portador la capacidad de levitar. La mayor ventaja de esto es que su usuario necesita poco conocimiento sobre las artes místicas para poder operarlo, y el usuario no necesita usar ninguna de sus "fuerzas místicas" para operarlo. Si bien el manto en realidad no tiene voluntad propia, se sabe que actúa según la voluntad de su portador sin orden, respondiendo al mero pensamiento. Si bien se desconoce la velocidad máxima de la capa, se ha demostrado que viaja a velocidades subsónicas. También se desconoce el peso máximo de carga de la capa, pero se ha demostrado que el Doctor Strange transporta pasajeros. En la miniserie The Juramento, se sugiere que el manto exhibe un comportamiento semi-sensible (como esconderse en un clóset favorito).
Además de la levitación, la capa posee habilidades mayores que las de cualquier prenda normal. Éstas incluyen:
- Resistencia al daño de los elementos, ataque físico y ataques místicos (por ejemplo, la capa ha resistido el golpe directo de la palanca Asgardiana encantada del Demoledor.
- La capacidad de cambiar de forma para imitar otras prendas, como un traje de negocios.
- Capacidad de actuar según la voluntad de su último usuario, incluso cuando no está en contacto físico (o incluso en la misma habitación) que el usuario.
- La capacidad de actuar como una extremidad adicional, agarrar, golpear o incluso envolver. Arrebata un cuchillo lanzado en el número 66, por ejemplo.[22]

## Otros trabajos
La notoria similitud de la capa con una capa hace que Doctor Strange ingrese en el libro de no ficción Caped Crusaders 101.

## En otros medios

### Televisión
- La Capa aparece en la película de directo a video, Doctor Strange: The Sorcerer Supreme.
- La Capa del Dr. Strange aparece en la serie animada de televisión The Super Hero Squad Show.
- La Capa del Doctor Strange aparece en la serie de dibujos animados de los años 90, Spider-Man en el juego inaugural de la temporada 3, "Doctor Strange".
- La Capa de Levitación aparece en las series de Ultimate Spider-Man, Avengers Assemble y Hulk and the Agents of S.M.A.S.H.
- La Capa de Levitación aparece en la serie animada de Disney+ What If...? (2021). En el episodio 4, "What If... Doctor Strange Lost His Heart Instead of His Hands?", aparece junto a Strange hasta enfrentarse a su versión malvada de la capa y en el episodio 5, "What If... Zombies?!", donde es usada por Spider-Man y la cabeza de Scott Lang en un mundo plagado de zombis.

### Cine
- La Capa de Levitación aparece en la película de 2016, Doctor Strange. Según el presidente de Marvel Studios, Kevin Feige, la Capa: "le permite volar, pero no como Superman o Thor pueden volar. Es casi consciente de sí misma, esta capa, que, una vez más, nos da un superhéroe con una capa roja."[24] En la continuidad de la película, todos los hechiceros están dotados con un artefacto místico antiguo específico que los elegirá como su maestro cuando entren en sus poderes, con Strange encontrando la Capa de Levitación entre los artefactos reunidos en el Sanctum Sanctorum de Nueva York. Después de casi morir durante una batalla con los secuaces de Dormammu, la Capa llega a la ayuda del Doctor Strange cuando su caso está roto. Durante la película, la Capa permite a Strange volar y también es capaz de moverse por sí misma para atacar a otros que amenazarían a su maestro.
- La Capa de Levitación aparece en la película de 2018, Avengers: Infinity War; cuando Strange queda inconsciente, la Capa intenta llevarlo a un lugar seguro, y luego de ser capturado por el Orden Negro de Thanos, lo deja hasta que Iron Man y Spider-Man puedan ayudar a la Capa a rescatar a Strange. Durante un enfrentamiento con Thanos, La Capa se envuelve alrededor del Guantelete del Infinito para detener a Thanos cerrando su puño y usando cualquiera de las Gemas del Infinito que ha coleccionado, pero eventualmente es arrancado por Thanos antes de derrotar a los otros héroes.
- La Capa de Levitación aparece en la película de 2019, Avengers: Endgame; cuando Strange y los otros son resucitados por Hulk.
- La Capa de Levitación aparece en la película de 2021, Spider-Man: No Way Home.
- La Capa de Levitación aparecerá en la película de 2022, Doctor Strange en el multiverso de la locura.